# 韓瑜 (永樂進士)
韓瑜，明朝政治人物、進士。
永樂四年（1406年），韓瑜中丙戌科殿試三甲第四十五名進士。六月，授監察御史。